# خمسه نظامی (کتابخانه بریتانیا، نسخه ۱۲۲۰۸)

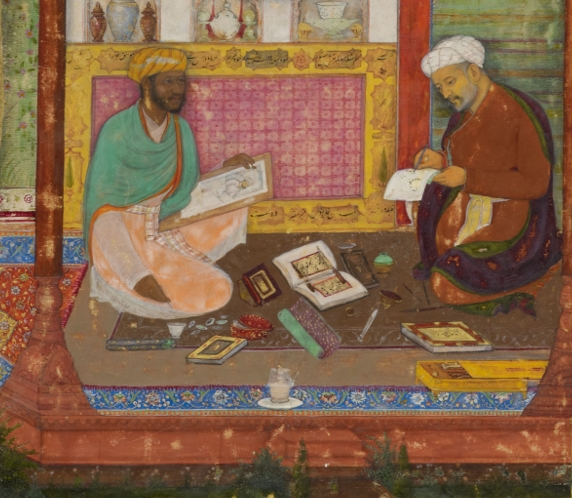
جزئیات مینیاتور ترقیمه توسط دولت که او را (سمت چپ) در حال ترسیم چهره خوشنویس نسخه خطی، عبدالرحیم، نشان می‌دهد

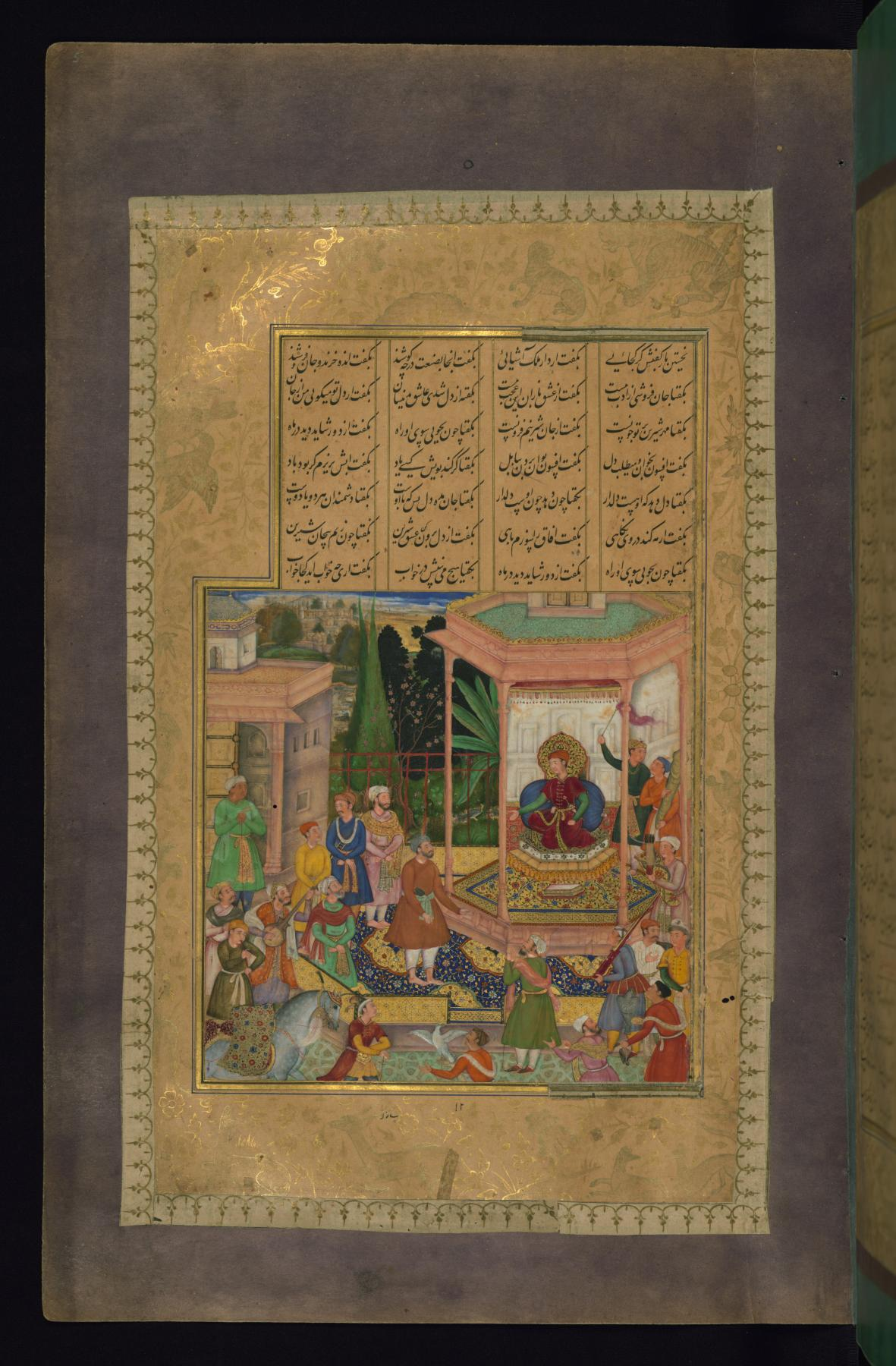
فرهاد قبل از خسرو، یکی از صفحات والترز

نسخه خطی تذهیب‌شده خمسه در کتابخانه بریتانیا به شماره ۱۲۲۰۸ یک نسخه خطی مصور از " خمسه " نظامی گنجوی، شاعر پارسی قرن ۱۲ است، که برای اکبر امپراتور مغول در اوایل دهه ۱۵۹۰ به کتابت درآمده و تعدادی از هنرمندان و یک دبیر مخصوص شاغل برای این کار، آن را تکمیل کردند. جدا از خوشنویسی خوب متن فارسی، این دست نوشته برای بیش از چهل مینیاتور مغول با بالاترین کیفیت، حائز اهمیت وافری است. پنج مورد از آن‌ها از نسخه اصلی جدا شده و در موزه هنری والترز، بالتیمور به عنوان نسخه موزه هنری والترز MS W.613 در معرض نمایش است. این نسخه خطی به عنوان «یکی از بهترین نمونه‌های کتاب‌های هنری هندوستان و مسلمانان»، و «یکی از کامل‌ترین نسخه‌های لوکس نسخه‌های خطی ساخته شده برای اکبر» توصیف شده‌است.

## نوشتار
مجموعه خمسه اثر نظامی است و متنی کلاسیک از شعر فارسی محسوب می‌شود که بسیاری از نسخه‌های خطی مذهب لوکس از آن ساخته شده‌است. به ویژه این نسخه نباید با نسخه دیگری در کتابخانه بریتانیا اشتباه گرفته شود که با شماره ۲۲۶۵ شناخته شده‌است. شعرها به صورت دوبیتی قافیه‌ای مثنوی هستند و بخش اول مجموعه گفتارهای اخلاقی است که با داستان‌ها یا مثل‌هایی که بیشتر از زندگی شخصیت‌های تاریخی برگرفته شده‌است، نصیحت می‌کند؛ ولی چهار بخش باقیمانده عاشقانه هستند و از جمله بسیاری از داستانهای یافت شده در سنت ایرانی و آثار قبلی مانند شاهنامه فردوسی در آن اشاره شده. اکبر ابتدا سفارش داده بود تا یک نسخه خطی کوچکتر از خمسه، که در ۱۵۸۵–۱۵۹۰ ساخته شد را برای او کتابت کنند.
متن را عبد الرحیم عنبران قلم نوشته‌است، که گاه به اشتباه با عبدالرحیم خان خانان، وزیر اکبر و مترجم فارسی، اشتباه گرفته می‌شود، زیرا کتیبه‌ها نام او را ضبط کرده‌اند.

## مینیاتورها
این مینیاتورها توسط کتیبه‌ها به حداقل بیست هنرمند نسبت داده شده‌اند که بیشتر آنها ظاهراً هندو بودند، گرچه هنرمند اصلی، خواجه عبد الصمد، مسلمان است. یک مینیاتور، مربوط به شکار خسرو، آخرین اثر شناخته شده عبد الصمد، رئیس سابق کارگاه شاهنشاهی و یکی از هنرمندانی است که همایون چهل و پنج سال قبل از آن، در آغاز سنت نگارگری مغول، از ایران همراه خود آورده بود. کاتب عبد الرحیم ('عبدالرحیم' عنبران قلم)، خوشنویس برجسته آن روزگار بود. به‌طور غیرمعمول، هنگامی که نسخه خطی توسط جهانگیر پسر اکبر به ارث می‌رسد، یک مینیاتور اضافی به دستور امپراتور جدید با یک پرتره دوتایی اضافه شد که کاتب را در حال کار با دولت، هنرمند مینیاتوریست نشان می‌دهد گه دارد از چهره او نقاشی می‌کند. این تاریخ با یک رقم آخر ناخوانا، بین سالهای ۱۶۱۱ و ۱۶۲۰ تاریخ گذاری شده‌است. برخی از مینیاتورها کار بیش از یک هنرمند است که به‌طور معمول کار را بین ترسیم ترکیب کلی، رنگ آمیزی و چهره‌ها تقسیم می‌کردند. این روش معمول در کارگاه شاهنشاهی بود، اما تدریجاً جای خود را به مینیاتورهایی داد که همه توسط یک هنرمند نقاشی می‌شدند، زیرا سبک مغول به‌طور فزاینده ای به جزئیات دقیق و تصویرگری واقع گرایانه توجه می‌کرد.
سبک مینیاتورها جدا از خاستگاه اصلی آنها در سنت نقاشی مینیاتور ایرانی، منعکس کننده هنر هند و هنر غربی است که در دربار اکبر از تماس‌هایی که با مبلغان یسوعی داشتند، شناخته شده بود. در حالی که مناظر معمولاً تأثیر اروپایی و خصوصاً ویژگیهای شمال اروپا را نشان می‌دهند، بسیاری از حیوانات به تصویر کشیده عمدتاً جانوران افسانه ای موجود در نقاشی ایرانی را نادیده می‌گیرند و به جای آن بر گونه‌های بومی هندوستان اتکا می‌کنند که با طبیعت‌گرایی قابل توجهی به تصویر کشیده شده‌اند.
انتخاب و تأکید مینیاتورها از ویژگی‌های بارزی برخوردار است. انتخاب موضوعات احتمالاً توسط کتابدار سلطنتی انجام شده و مورد تأیید دربار امپراتور یا احتمالاً شخص امپراتور با مشورت با برخی از هنرمندان، بوده‌است. به‌طور غیرمعمول یکی از انجامه‌ها ذکر می‌کند که این کتاب "برای گنجینه کتاب و کتابخانه سلطنتی، خدمتگزاران جلالت او سفارش داده شد. . ". انتظار می‌رود که در یک کمیسیون سلطنتی تأکید بر وظایف، دشواریها و شکوه و عظمت سلطنت وجود داشته باشد، اما موضوع تکرار شونده دیگر، مشکلات روابط پدران و پسران، برای این کتاب بسیار منفردتر است (مینیاتورهای ۵، ۱۴، ۱۶، ۱۸، ۲۰) علاقه خاصی به هنر تجسمی وجود دارد؛ جدا از پرتره غیرمعمول کاتب و یک نقاش، هم آثار هنری به سبک غربی و هم مجسمه‌های هندو به تصویر کشیده شده‌اند (مینیاتورها، ۲۵، ۳۶، ۴۴). وقایع موجود در داستانها احتمالاً به منظور اشاره به پیروزیهای اکبر و سخاوت او به مغلوبان بوده‌است.

## شرح

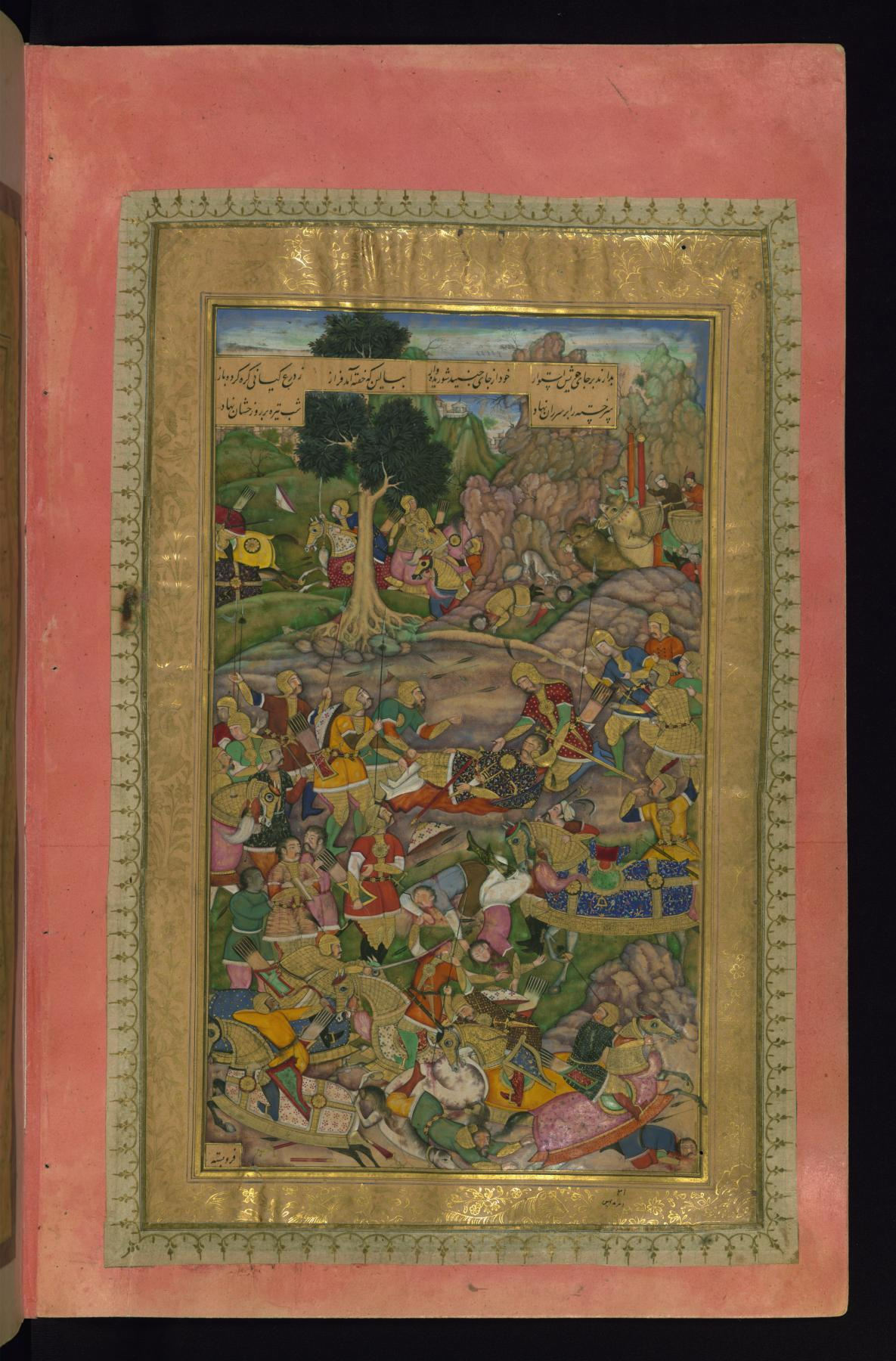
مرگ داریوش، اثر دارم داس، صفحه‌ای از والترز

این نسخه خطی در لندن دارای ۳۲۵ برگ کاغذ «کاغذ صیقلی قهوه ای روشن» با اندازه صفحه ۳۰۲ در ۱۹۸ میلی‌متر است. در صفحات متنی، خط نستعلیق در چهار ستون از ۲۱ سطر است. همچنین مقداری متن در اکثر صفحات مینیاتور، درون قاب مستطیل شکل در محفظه‌هایی با اندازه، شکل و مکان‌های مختلف وجود دارد. مینیاتور دارای قاب‌های مستطیل شکل تا حدودی متغیر از خطوط ساده و دسته‌های باندهای رنگی، که به شکلی سخاوتمندانه با طلای با کیفیت بسیار بالا تذهیب شده‌اند. در خارج از این قابهای ساده دیگری وجود دارد، با یک منطقه نهایی از تزئینات ساده قلم که احتمالاً جدید است زیرا فرم بین صفحات لندن و صفحه‌های بالتیمور متفاوت است.
قسمت اصلی نسخه خطی لندن دارای ۳۶ مینیاتور مجازی تمام صفحه است که یکی‌شان در دو صفحه گسترش یافته‌است. بالتیمور دارای چهار مینیاتور است که شامل یک موضوع دو صفحه ای نیز می‌باشد (بنابراین پنج صفحه). همان‌طور که توسط یک سامانه کوچک و به ظاهر اولیه شماره گذاری مینیاتورها نشان داده شده‌است، دو مینیاتور دیگر (یا یکی مضاعف) وجود ندارد؛ بنابراین این نسخه در اصل دارای ۴۲ صفحه مینیاتور بود که دو صفحه را دو صفحه‌ای می‌شمرد. برخی از مینیاتورها از توالی طبیعی خود خارج هستند، اما شماره گذاری نشان می‌دهد که نسخه خطی از این طریق ساخته شده‌است. به غیر از مینیاتورهای مجازی، تعدادی صفحه با پانل‌های تزئینی از نقوش انتزاعی، گیاهان و حیوانات، به ویژه در ابتدا و انتهای بخش‌های کار وجود دارد. جلد کتاب نقاشی شده و لاکی اصلی هر یک (جلو و عقب) دارای یک طرف با یک صحنه طلایی و قهوه ای از حمله حیوانات به حیوانات دیگر در یک چشم‌انداز است و از طرف دیگر صحنه ای با رنگ تیره. هر چهار صحنه در یک قاب با دو مرز تزئین دقیق احاطه شده‌است که مانند بسیاری از کارهای تزئینی انتزاعی از لحاظ سبک شبیه دکوراسیون فرش فارسی یا مغلی است.

## تاریخ
تاریخچه این نسخه پس از مالکیت آن توسط جهانگیر ناشناخته است. کتابخانه مغل در اوج خود حدود ۲۴۰۰۰ نسخه خطی داشت، اگرچه بسیاری از آنها توسط نادرشاه ایرانی هنگامی که در قرن هجدهم بر امپراتوری مغول غلبه کرد، به تاراج رفت. تاریخ شناخته شده برای آن از سال ۱۹۰۹، هنگامی که بخش لندن آن را از کلکسیونر CW Dyson Perrins (از خانواده سس ووسترشر) خریداری کرد، از سر گرفته شد. این فرد در سال ۱۹۵۸ درگذشت و با وصیتش، این کتاب به موزه بریتانیا رسید. لیکن برگهای بالتیمور قبل از سال ۱۹۰۹ جدا شده بودند. در سال ۲۰۱۳ صفحاتی از این نسخه در نمایشگاه مُغلان هند: هنر، فرهنگ و امپراتوری کتابخانه بریتانیا به نمایش گذاشته شد.

## نگارخانه (موارد موجود در موزه هنر والترز)

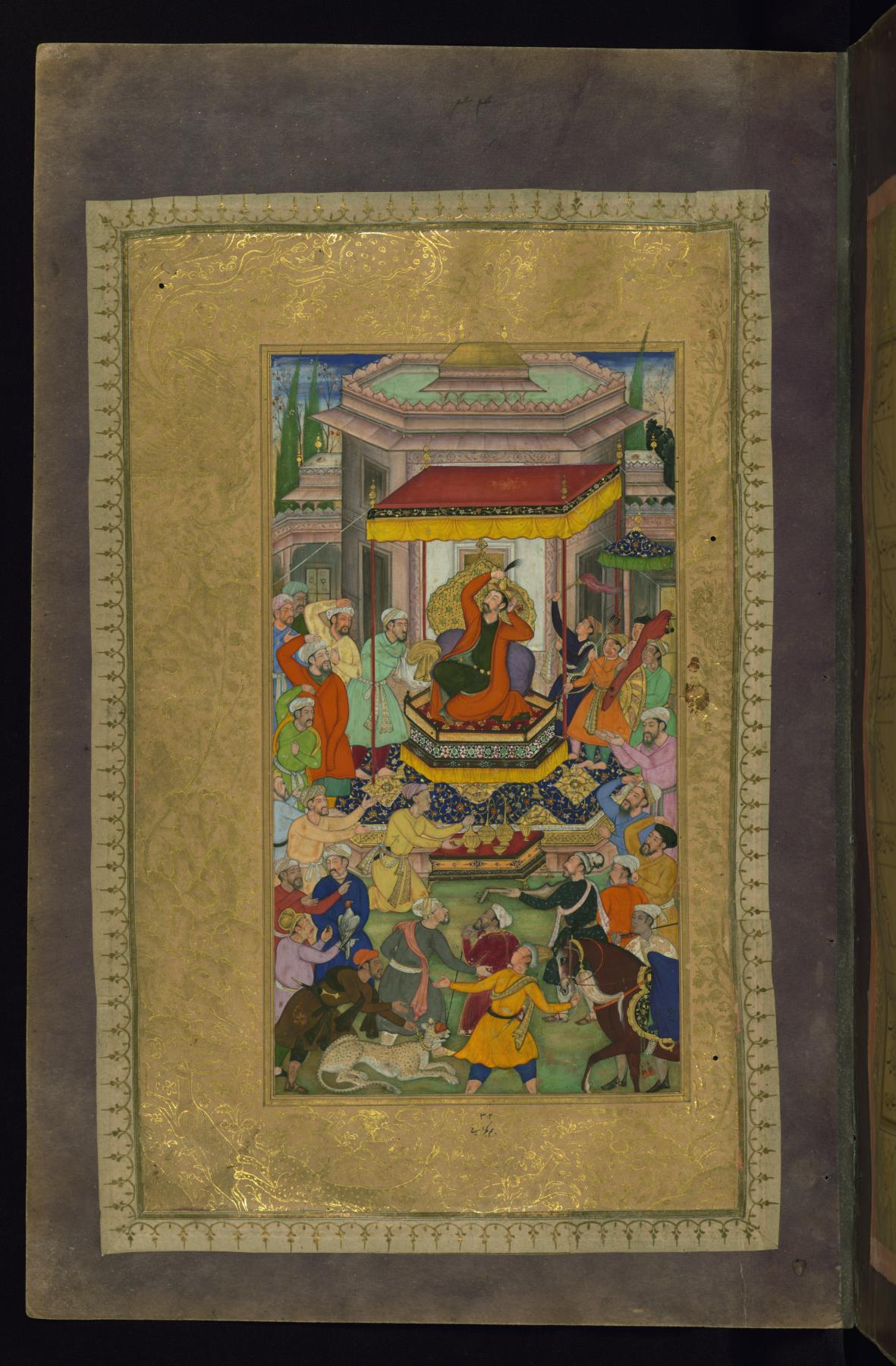
بیم گجراتی ، اسکندر بزرگ و تاج و تخت تخت جمشید
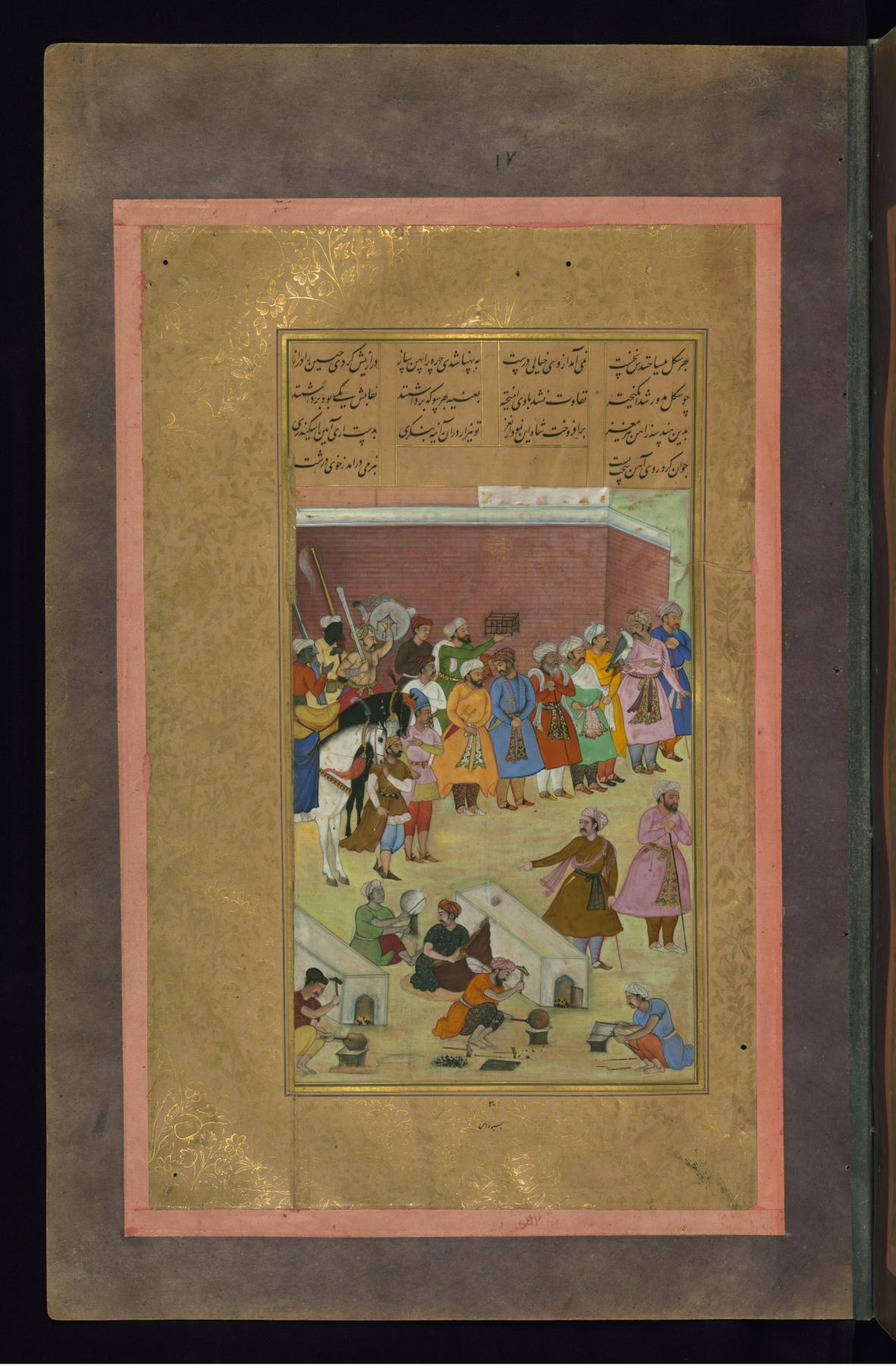
'عبدالرحیم عنبران قلم ، اختراع آینه در حضور اسکندر بزرگ ، سمت چپ دو صفحه‌ای
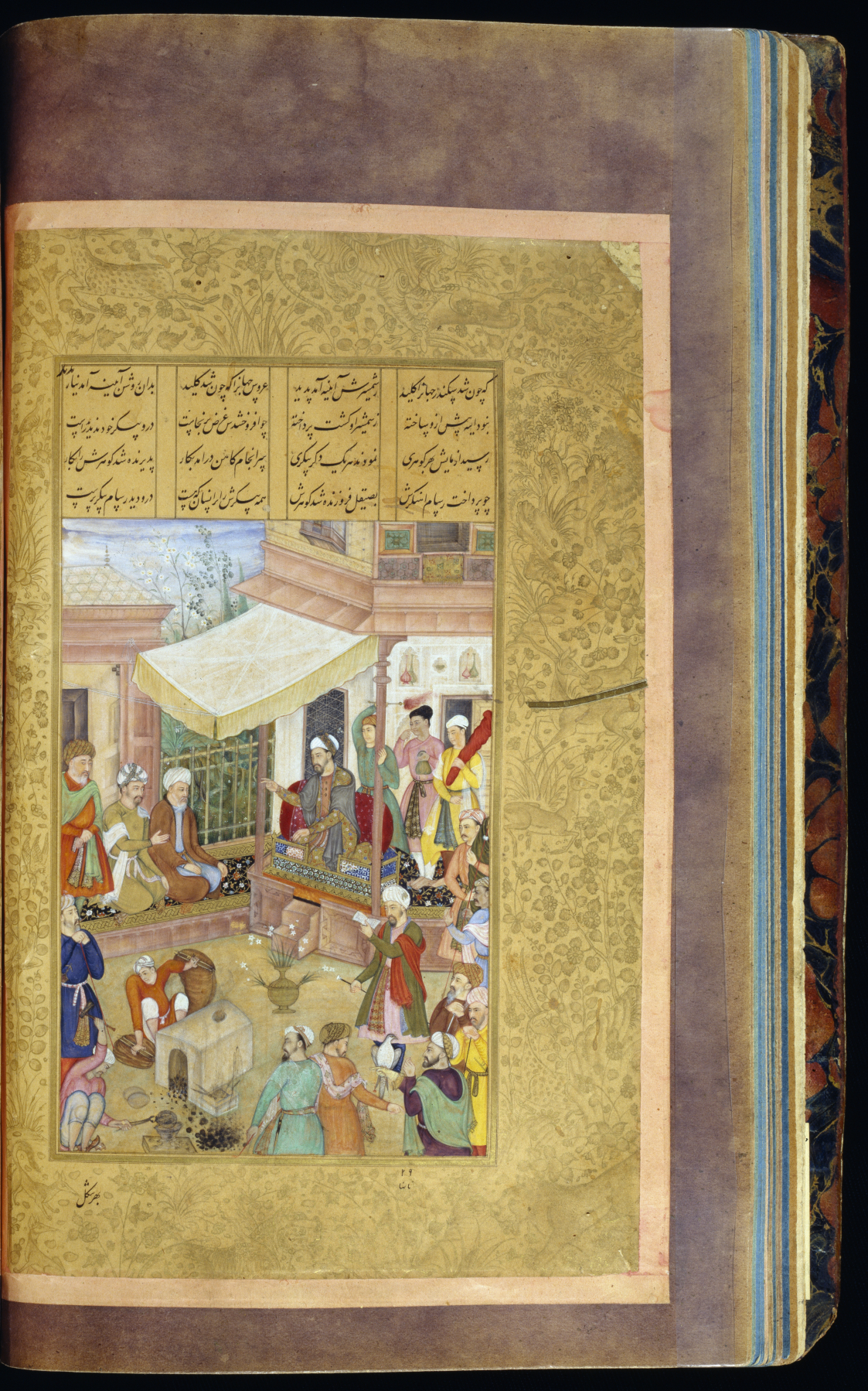
'عبدالرحیم عنبران قلم ، اختراع آینه در حضور اسکندر بزرگ ، سمت راست دوصفحه‌ای
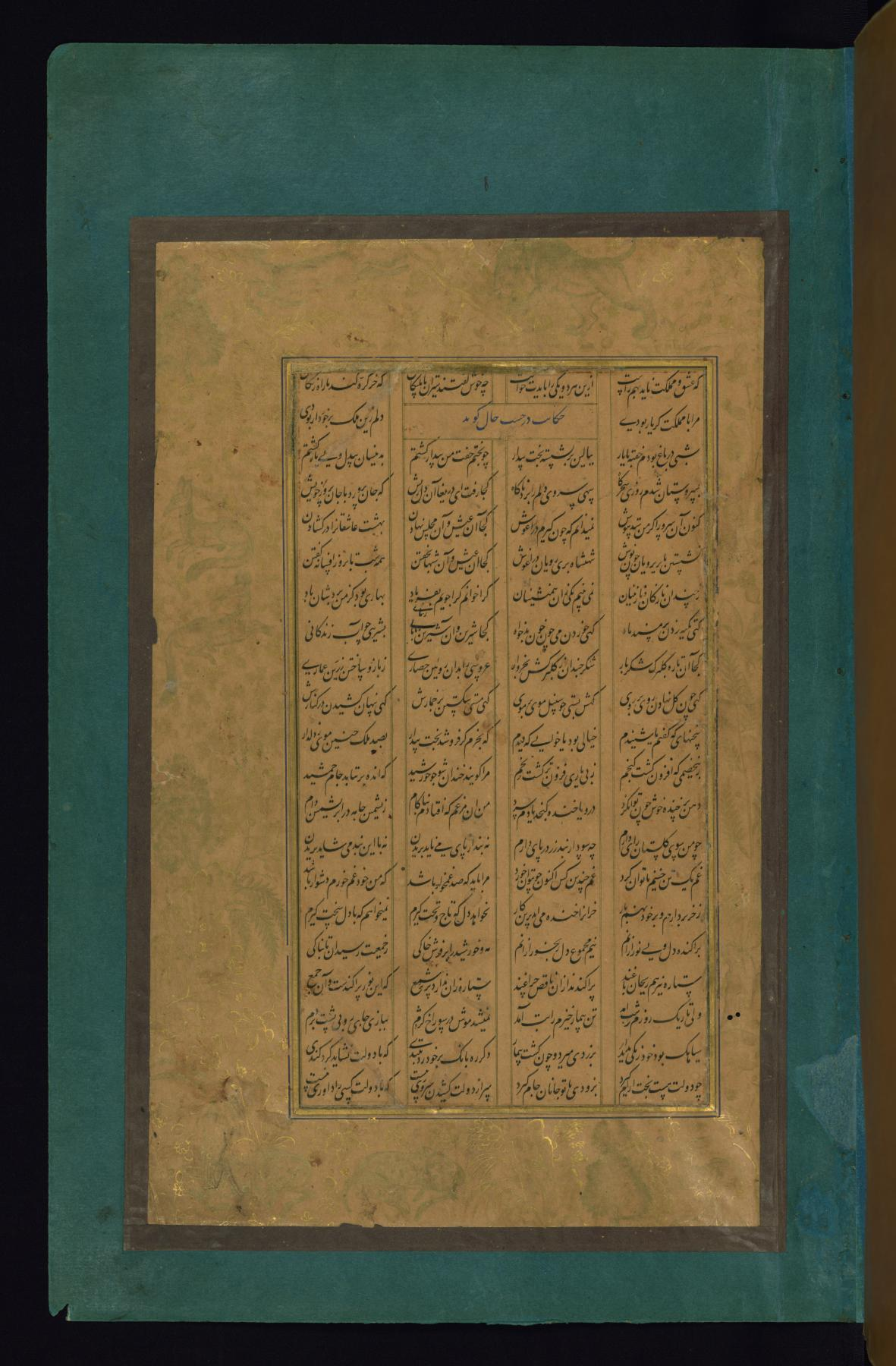
'عبدالرحیم عنبران قلم، نمونه خوش نویسی، والترز W613 1A